# 阿尔特特海姆
阿尔特特海姆（德語：Altertheim）是德国巴伐利亚州的一个市镇。总面积24.07平方公里，总人口2057人，其中男性1030人，女性1027人（2011年12月31日），人口密度85人/平方公里。